# Hélio Pinto
Hélio José Ribeiro Pinto (Portimão, 29 febbraio 1984) è un ex calciatore portoghese, di ruolo centrocampista.

## Carriera

### Club
Dopo alcuni anni trascorsi nelle giovanili del Portimonense e del Benfica, nel 2002 viene convocato in prima squadra. Nell'estate 2013 viene ingaggiato dal Legia Varsavia; qui viene raggiunto da Dossa Júnior, che tra l'altro è fratello di sua moglie.

## Palmarès

### Club
- Campionato cipriota: 4

APOEL: 2006-2007, 2008-2009, 2010-2011, 2012-2013
- Coppa di Cipro: 1

APOEL: 2007-2008
- Supercoppa di Cipro: 3

APOEL: 2008, 2009, 2011
- Campionato polacco: 1

Legia Varsavia: 2013-2014
- Coppa di Polonia: 1

Legia Varsavia: 2014-2015